# L’Isle-en-Dodon
L’Isle-en-Dodon – miejscowość i gmina we Francji, w regionie Oksytania, w departamencie Górna Garonna.
Według danych na rok 1990 gminę zamieszkiwało 2037 osób, a gęstość zaludnienia wynosiła 90 osób/km² (wśród 3020 gmin regionu Midi-Pireneje L’Isle-en-Dodon plasuje się na 174. miejscu pod względem liczby ludności, natomiast pod względem powierzchni na miejscu 482.).